# Calle de Ibiza
La calle de Ibiza es una vía pública de la ciudad española de Madrid, situada en el barrio del mismo nombre, distrito de Retiro.

## Descripción
La vía discurre desde la avenida de Menéndez Pelayo hasta la calle del Doctor Esquerdo. Recuerda con el título a la isla balear de Ibiza. Aparece descrita en Las calles de Madrid (1889) de Hilario Peñasco de la Puente y Carlos Cambronero con las siguientes palabras:

Ibiza. Desde la Ronda de Vallecas al campo. Es de apertura moderna. Ibiza es una de las tres islas que antes se llamaban Pitiusas, y hoy forma parte de las Baleares. Fué conquistada á los moros el año 1234 por el rey D. Jaime. En esta conquista le ayudó mucho el arzobispo de Tarragona D. Guillén Mongrio, por cuya razón quedó sujeta á aquel arzobispado.
(Peñasco de la Puente y Cambronero, 1889, p. 261)